# Finale della Coppa delle Coppe 1987-1988
La finale della 28ª edizione della Coppa delle Coppe UEFA è stata disputata l'11 maggio 1988 allo stadio della Meinau di Strasburgo tra Ajax e Malines. All'incontro hanno assistito circa 39 000 spettatori. La partita, arbitrata dal tedesco occidentale Dieter Pauly, ha visto la vittoria per 1-0 del club belga.

## Il cammino verso la finale

Le due rivelazioni dell'edizione, i futuri vincitori del Malines e i cadetti dell'Atalanta, entrano in campo al Comunale di Bergamo per la semifinale di ritorno.

L'Ajax di Barry Hulshoff esordì contro gli irlandesi del Dundalk battendoli con un risultato complessivo di 6-0. Agli ottavi di finale i tedeschi occidentali dell'Amburgo furono sconfitti con un risultato aggregato di 3-0. Ai quarti i Lancieri affrontarono gli svizzeri del Young Boys battendoli sia all'andata che al ritorno col risultato di 1-0. In semifinale i francesi dell'Olympique Marsiglia furono sconfitti in Francia 3-0, che rese del tutto indolore la sconfitta interna per 2-1.
Il Malines di Aad de Mos iniziò il cammino europeo contro i rumeni della Dinamo Bucarest vincendo con un risultato complessivo di 3-0. Agli ottavi gli scozzesi del St. Mirren vennero battuti 2-0 nella gara di ritorno a Paisley, dopo che l'andata si concluse a reti inviolate. Ai quarti di finale i Malinwa affrontarono i sovietici della Dinamo Minsk, passando il turno grazie alla vittoria casalinga per 1-0 e al pareggio per 1-1 di Minsk. In semifinale gli italiani dell'Atalanta, che partecipavano al campionato di seconda serie, furono sconfitti sia all'andata cha al ritorno col risultato di 2-1.

## La partita
A Strasburgo va in scena la finale tra l'Ajax, campione in carica, e il sorprendente Malines, giunto in finale imbattuto. Per l'Ajax, nettamente favorita, la partita è subito in salita visto che dopo appena un quarto d'ora Danny Blind viene espulso per un fallo su Erwin Koeman. I Lancieri, che ingenuamente sottovalutano l'avversario, vanno in svantaggio nella seconda metà di gara grazie al gol di Piet den Boer. A tenere il risultato al sicuro ci pensa il portierone del Malines Michel Preud'homme e l'Ajax diventa così la quinta squadra a perdere in finale, da campione in carica.

## Tabellino
| Arbitro: | Dieter Pauly |

|              |           |  |
| den Boer 53’ | Marcatori |  |

| Malines | Ajax |

| Malines       |    |                    |     |     |
|               |    |                    |     |     |
| POR           | 1  | Michel Preud'homme |     |     |
| DIF           | 4  | Wim Hofkens        |     | 73’ |
| DIF           | 3  | Leo Clijsters      |     |     |
| DIF           | 9  | Geert Deferm       |     |     |
| DIF           | 5  | Graeme Rutjes      |     |     |
| CEN           | 6  | Koen Sanders       | 61’ |     |
| CEN           | 2  | Marc Emmers        |     |     |
| CEN           | 8  | Erwin Koeman       |     |     |
| ATT           | 7  | Pascal de Wilde    |     | 60’ |
| ATT           | 11 | Piet den Boer      | 81’ |     |
| ATT           | 10 | Eli Ohana          |     |     |
| Sostituzioni: |    |                    |     |     |
| CEN           |    | Paul De Mesmaeker  |     | 60’ |
| CEN           |    | Paul Theunis       |     | 73’ |
| Allenatore:   |    |                    |     |     |
| Aad de Mos    |    |                    |     |     |

| Ajax           |    |                   |     |     |
|                |    |                   |     |     |
| POR            | 1  | Stanley Menzo     |     |     |
| DIF            | 2  | Danny Blind       | 16’ |     |
| DIF            | 3  | Peter Larsson     |     |     |
| DIF            | 4  | Frank Verlaat     |     | 73’ |
| DIF            | 6  | Jan Wouters       | 90’ |     |
| CEN            | 5  | Arnold Scholten   |     |     |
| CEN            | 10 | Aaron Winter      |     |     |
| CEN            | 11 | Arnold Mühren     |     |     |
| ATT            | 7  | John van 't Schip |     | 57’ |
| ATT            | 8  | Rob Witschge      |     |     |
| ATT            | 9  | John Bosman       |     |     |
| Sostituzioni:  |    |                   |     |     |
| CEN            | 17 | Dennis Bergkamp   |     | 57’ |
| ATT            | 16 | Hennie Meijer     |     | 73’ |
| Allenatore:    |    |                   |     |     |
| Barry Hulshoff |    |                   |     |     |